# Феоктист (герцог Неаполя)
Феокти́ст Неаполитанский (англ. Theoctistus of Naples, итал. Teoctisto di Napoli) — герцог Неаполя в 818—821 годах.

## Биография
После смерти герцога Анфима в Неаполе начались столкновения между группировками знати, поддерживавшими разных кандидатов на престол. В результате под давлением народа и армии аристократы послали делегацию к византийскому стратигу Сицилии с просьбой назначить нового герцога.
Статиг Сицилии назначил герцогом Неаполя Феоктиста — военного, чьё правление было ознаменовано войнами с лангобардами. Кандидатура Феоктиста не встретила одобрения в Константинополе и стратиг Сицилии по указанию императора назначил герцогом другого — Феодора II.